# Saint-Sauveur-lès-Bray
 Saint-Sauveur-lès-Bray  ist eine französische Gemeinde mit 355 Einwohnern (Stand 1. Januar 2022) im Département Seine-et-Marne der Region Île-de-France. Sie gehört zum Arrondissement Provins und zum Kanton Provins.

## Geographie
An der südlichen Gemeindegrenze verläuft die Seine, in die hier die Voulzie und der Ruisseau des Méances einmünden. Auch der ehemalige  Schifffahrtskanal Canal des Ormes erreicht hier die Seine.

## Geschichte
Der Ort wird erstmals 958 in einer Urkunde genannt.

## Bevölkerungsentwicklung
| Jahr      | 1962 | 1968 | 1975 | 1982 | 1990 | 1999 | 2007 |
| Einwohner | 105  | 69   | 98   | 172  | 214  | 287  | 316  |

## Sehenswürdigkeiten

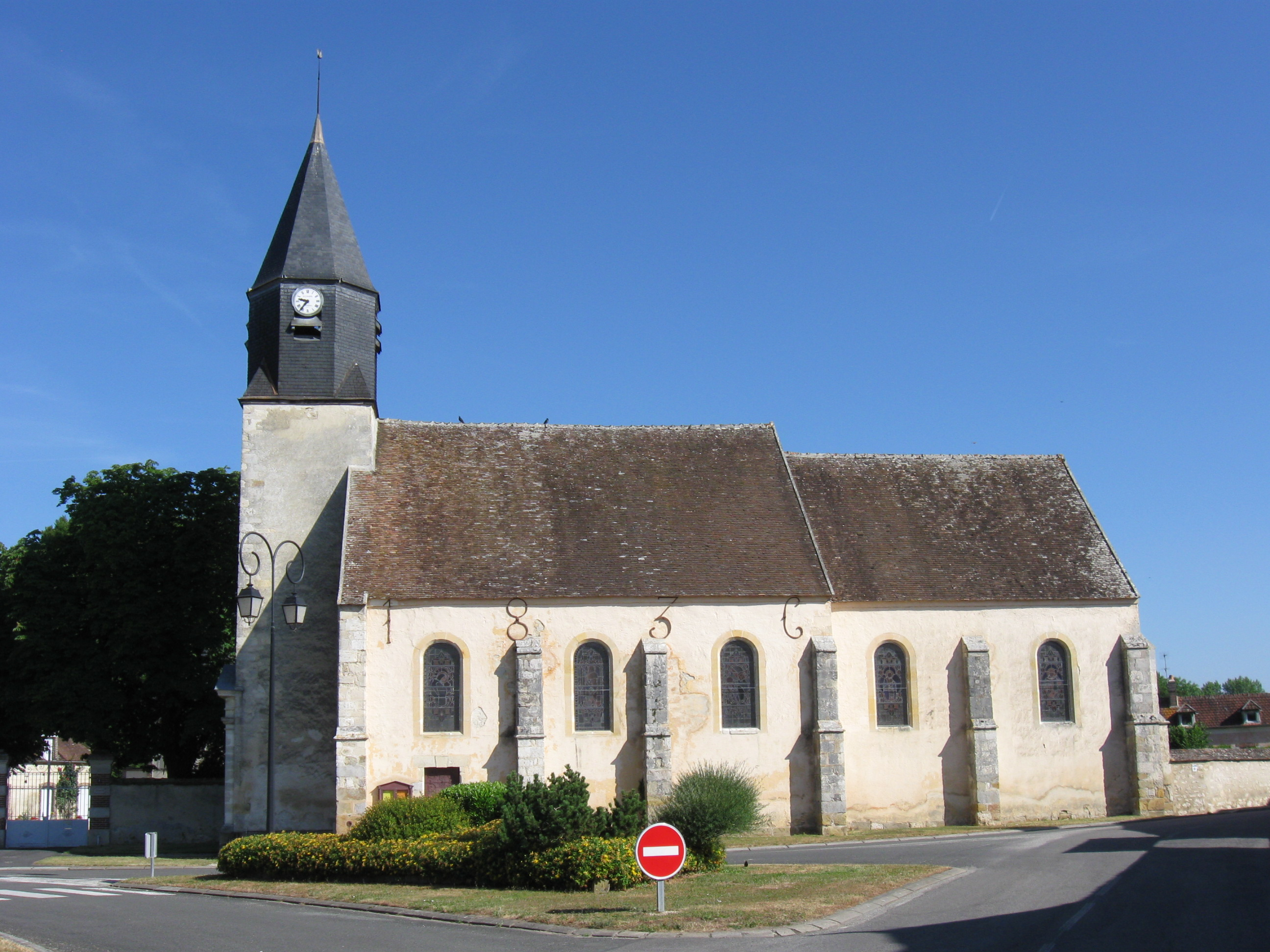
Kirche Saint-Sauveur

- Kirche Saint-Sauveur

## Persönlichkeiten
- Bouchard de Bray stiftete 958 die Kirche von Saint-Sauveur-lès-Bray (siehe Stammliste der Montmorency)
- Jacques Dupuy (1591–1656), französischer Humanist und Bibliothekar, war Prior im Kloster von Saint-Sauveur-lès-Bray
- Jules Berger de Xivrey (1801–1863), Mitglied der Académie des Inscriptions et Belles-Lettres, starb in Saint-Sauveur-lès-Bray